# Radu Ursan
Radu Ursan din Jupânești (n. anii 1700, Jupânești, România – d. anii 1740, Caransebeș, Monarhia Habsburgică) a fost un haiduc oltean din secolul al XVIII-lea.
Ceata lui, alături de cetele lui Lotru și Papură, a participat la marea lovitură dată austriecilor de la Drăgășani, în 1726, când au jefuit o mare caravană compusă din 20 de căruțe cu pereți metalici, fiecare trasă de câte opt perechi de cai, care strânsese taxele din Ungaria, Croația și Ardeal și venise să facă acest lucru și în Oltenia.

Radu Ursan este renumit pentru felul în care îi batjocorea pe soldații imperiali. Aceștia erau dezbrăcați și puși să joace piese de teatru în pielea goală și cu măști pe față, spre hazul mesenilor care se adunau ca la teatru cu mic cu mare ca să vadă comediile. Prizonierii erau puși să joace povești populare. Descrierea este făcută de contele Maxim von Bindewald, care fusese trimis să cerceteze furtul, dar a fost luat prizonier de către mucalitul Ursan, jucând iedul numărul 4. Poveștile erau modificate, erau mai mulți lupi și iezi, pentru că erau mai mulți prizonieri care trebuiau toți să joace. Tot contele povestește că Ursan avea obiceiul să țină mai multe zile prizonierii care o rupeau pe românește, foarte utili la dialogurile din piese. Nu a fost nici el prins de austrieci, dar a murit într-o luptă cu turcii, câțiva ani mai târziu, tocmai la Caransebeș, într-o bătălie dată în acele locuri. Așa a dispărut unicul haiduc "regizor".
Se bănuiește că balada populară "Radul mamii", culeasă de pe meleagurile Gorjului, i-ar fi fost dedicată.

## Implicații
În urma furtului taxelor strânse de funcționarii imperiali, în care au fost implicate cetele de haiduci ale lui Radu Ursan, Pavel Lotru și Neagu Papură, în 1726 administrația austriacă l-a destituit pe Gheorghe Cantacuzino, Banul Craiovei, moment în care boierii din Craiova au început acțiunile de împotrivire față de administrația habsburgică.